# Tritogonia verrucosa
Tritogonia verrucosa är en musselart som först beskrevs av Rafinesque 1820.  Tritogonia verrucosa ingår i släktet Tritogonia och familjen målarmusslor. Inga underarter finns listade i Catalogue of Life.